# Religionsfreiheit in Belarus
Religionsfreiheit in Belarus ist in der Verfassung zwar nominell festgeschrieben. In der Praxis ist die Religions- und Weltanschauungsfreiheit in dem Land jedoch durch die autoritäre Regierung erheblich beeinträchtigt. Insbesondere religiöse Akteure, die sich nicht regimekonform verhalten, sind massiven Repressionen ausgesetzt.

## Normierung

### Verfassungsrechtlicher Rahmen
Artikel 31 der Verfassung der Republik Belarus garantiert auf dem Papier Bekenntnisfreiheit und eine freie Religionsausübung:
"Jeder hat das Recht, seine Einstellung zur Religion selbständig zu bestimmen, sich einzeln oder zusammen mit anderen zu einer beliebigen Religion zu bekennen oder sich zu keiner Religion zu bekennen, mit der Einstellung zur Religion zusammenhängende Überzeugungen zu äußern und zu verbreiten, an religiösen Gottesdiensten, Ritualen und Zeremonien teilzunehmen, die nicht durch das Gesetz verboten sind."
Artikel 4 der Verfassung der Republik Belarus verbietet, dass die Ideologie religiöser Vereinigungen und politischer Parteien für Bürger als verbindlich festgelegt wird:
"Die Demokratie in der Republik Belarus wird auf der Grundlage der Ideologie des belarussischen Staates sowie der Vielfalt der politischen Institutionen und Meinungen ausgeübt. Die Ideologie politischer Parteien, religiöser oder anderer öffentlicher Vereinigungen oder gesellschaftlicher Gruppen kann nicht als verbindlich für die Bürger festgelegt werden."
Artikel 16 sieht die Gleichheit der Religionen vor dem Gesetz vor. Zu gleich werden in dem Artikel allerdings auch erhebliche Beschränkungen für die Religionsfreiheit formuliert:
"Die Religionen und Glaubensrichtungen sind vor dem Gesetz gleich.
Die Beziehungen zwischen dem Staat und den religiösen Organisationen werden durch das Gesetz geregelt, wobei ihr Einfluss auf die Bildung der geistigen, kulturellen und staatlichen Traditionen des belarussischen Volkes berücksichtigt wird.

Die Tätigkeit der religiösen Organisationen, ihrer Organe und Vertreter, die gegen die Souveränität der Republik Belarus, ihre verfassungsmäßige Ordnung und bürgerliche Harmonie gerichtet ist oder die Verletzung der Rechte und Freiheiten der Bürger mit sich bringt oder die Bürger an der Erfüllung ihrer staatlichen, sozialen oder familiären Pflichten hindert oder für ihre Gesundheit und Moral schädlich ist, ist verboten."
In der Praxis wird die Religionsfreiheit insbesondere dann massiv eingeschränkt, wenn sich die Handlungen religiöser Akteure im Konflikt mit Interessen des autoritären Regimes stehen könnten.

### Völkerrechtlicher Rahmen
Belarus hat den Internationalen Pakt über bürgerliche und politische Rechte am 10. März 1968 unterzeichnet und am 12. November 1973 ratifiziert, der unter Artikel 18 das Recht auf Gedanken-, Gewissens- und Religionsfreiheit ausformuliert.

## Gefährdungen und Verletzungen der Religionsfreiheit

### Ungleichbehandlung der Religionsgemeinschaften
In der Präambel des belarussischen Gesetzes über die Gewissensfreiheit und religiöse Organisationen von 2002 wird drei Religionsgemeinschaften eine prominente Rolle zugeschrieben. An erster Stelle wird die belarussisch-orthodoxe Kirche genannt. Ihr wird eine „Schlüsselrolle bei der Entwicklung der geistigen, kulturellen und staatlichen Traditionen der belarussischen Nation“ zugeschrieben. An zweiter Stelle wird die katholische Kirche genannt. Dieser wird zugutegehalten, dass sie „eine geistige, kulturelle und historische Rolle auf dem Territorium von Belarus“ gespielt hat. An der dritten Stelle werden schließlich evangelisch-lutherisches Kirche, Judentum und Islam genannt. Ihnen wird zugeschrieben, dass sie „untrennbar mit der Geschichte des belarussischen Volkes verbunden“ sind.
Gemäß Artikel 16 Absatz 1 des Gesetzes über die Gewissensfreiheit und religiöse Organisationen von 2002 dürfen nur registrierte religiöse Organisationen religiöse Aktivitäten ausüben. Verstöße werden mit einer Geldstrafe oder einer Freiheitsstrafe von bis zu zwei Jahren geahndet.
Mit der belarussisch-orthodoxen Kirche hat das belarussische Regime ein Abkommen abgeschlossen, das der Kirche als einziger Religionsgemeinschaft einen Sonderstatus zuteilwerden lässt. Konkretisiert wird das Abkommen durch eine Reihe von Vereinbarungen mit Ministerien und staatlichen Organisationen über eine Zusammenarbeit.

### Repressives Vorgehen der Regierung gegen religiöse Akteure

#### „Republikanische Liste extremistischer Inhalte“
Das Informationsministerium des belarussischen Regimes hat verschiedene regierungskritische und ausländische Inhalte auf die „Republikanische Liste extremistischer Inhalte“ gesetzt. Darunter befinden sich auch Inhalte religiöser Akteure. Unter anderem wurden eine griechisch-katholische Website, ein YouTube-Interview mit dem katholischen Priester Vyacheslav Barok, der 2021 nach Polen geflohen ist, um der Verfolgung durch das Regime zu entgehen, das 2015 veröffentlichte Buch „An Orthodox on Orthodoxy: Popular theology, or theology for dummies“ von Sergei Nikolaenko und verschiedene muslimische Bücher verboten.

#### Verhaftungen
Am 1. Februar 2023 wurden der baptistische Kirchenälteste Andrei Mamoika und seine Frau Vera verhaftet, nachdem im Internet Photos veröffentlicht worden sind, die ihre Teilnahme an den Protesten gegen die Regierung im Jahr 2020 veröffentlicht worden sind. Andrei Mamoika wurde gemäß Artikel 342 des Strafgesetzes wegen der Teilnahme an einer „Handlung, die die öffentliche Ordnung grob verletzt,“ zu zweieinhalb Jahren Haft verurteilt.

### Folgen der Kollaboration mit dem russischen Regime

#### Verbote von Gebeten für die Ukraine
Im Januar 2023 wurde der orthodoxe Priester Dionisy Korostelev von der belarussischen Kriminalpolizei verhaftet, weil er in einem Neujahrsgottesdienst in einer Minsker Kirche für die Verteidiger der Ukraine gebetet hatte. Er wurde von Regime-Unterstützer denunziert. Am 4. Januar 2023 verbot Metropolit der orthodoxen Kirche in Belarus Veniamin Tupeko dem Priester, Gottesdienste abzuhalten, damit keine Gemeindemitglieder „verwirrt“ werden.
Der protestantische Pastor Alexander Zaretskij wurde 2024 wegen des „Verbreitens extremistischer Materialien“ für 15 Tage inhaftiert, weil er im Rahmen eines Gottesdienstes für das Ende des Krieges in der Ukraine gebetet hatte. Bereits 2023 wurde der Pastor zweimal für 15 Tage inhaftiert.

#### Zusammenlegung von russischen und belarussischen Extremismus-Registern
2024 kündigten die Regime in Minsk und Moskau an, ihre „Register extremistischer Materialien und Organisationen“ zu kombinieren. Experten zufolge könnten dadurch z. B. die Zeugen Jehovas, die in Russland als „extremistische“ Organisation eingestuft sind und die als Pazifisten die Teilnahme am Militärdienst ablehnen, verstärkt unter Druck geraten. Bislang wurden die Zeugen Jehovas aufgrund ihrer apolitischen Haltung in Belarus nicht systematisch verfolgt.

#### Andauernde Einflussansprüche des Moskauer Patriarchats
Auch nach dem Zusammenbruch der Sowjetunion übt das Moskauer Patriarchat der Russisch-Orthodoxen Kirche (wie auch in anderen ehemaligen Sovjet-Republiken) weiterhin Einfluss auf Belarus aus. Vom 2020 eingesetzten Metropoliten der orthodoxen Kirche in Belarus Veniamin Tupeko verlangt der Moskauer Patriarch Kyrill, dass er verhindert, dass die Religion in Belarus nicht wie in der Ukraine zu einem Faktor wird, der die Bevölkerung spaltet.